# 宗像奈緒
宗像 奈緒（むなかた なお、9月26日 - ）は、日本の女性ナレーター、声優。東京都出身。シグマ・セブン所属。旧芸名は棟方 ナオ。

## 経歴
2018年「シグマセブン創立30周年記念 全国ナレーターオーディション」でグランプリを受賞。。
2019年4月より事務所に入所。

## 出演

### ナレーション
テレビ番組
- ブロードウェイ クリスマスワンダーランド（テレビ東京）
- 映像'21 あなたを忘れていない-被災者と歩んだ25年-（MBS）
- 発見！ニッポンの100年 企業の㊙︎映像タイムズ（BSテレ東）
- フライデーミッドナイトシアター（WOWOW）
- ハナサカ（BS-TBS）
- ウレスジ！（BS-TBS）
- コラボTV・with JOL（BS-TBS）
- キレイサローネ（BS日本）
- 第38回柏まつり（千葉テレビ放送）
- つりのある人生 2nd LIFE （釣りビジョン）

テレビＣＭ
- SANEI「DADADA ボディケアシャワー」
- ヴァンクリーフ&アーペル 「ザ・スピリット・オブ・ビューティー展」
- MUSICAL3 DVD-BOX発売CM（TOKYO-MX）
- デカワンコ DVD-BOX発売CM（日本テレビ）

ラジオＣＭ
- NTT東日本 フレッツ光「1000万契約突破キャンペーン」
- 三和シヤッター
- 埼玉りそな銀行 時報CM（FM NACK5）
- JICA 青年海外協力隊（横浜エフエム放送）
- 鎌倉女子大学（横浜エフエム放送）
- 日産　JAZZ NIGHT（横浜エフエム放送）
- イオン秦野（横浜エフエム放送）

### ボイスオーバー
- ノンストップ!（フジテレビ）
- スッキリ（日本テレビ）
- 世界の子供がSOS!THE★仕事人バンク マチャアキJAPAN（テレビ朝日）
- 地球食堂〜通ぶれる美味しい話〜（日本テレビ）
- ブラマーヨ家のミミヨリーナ宮殿（日本テレビ）
- アイ・アム・冒険少年（TBSテレビ）

### 海外ドラマ
- SUPERGIRL/スーパーガール サードシーズン（ニュースキャスター）

### ラジオドラマ
- 歌謡ドラマ 「途中駅」（NHKラジオ第1放送）

### ラジオ番組
- 日本香堂 presents 癒しの香ギャラリー（ポッドキャスト、インターネットラジオ：2009年10月〜2012年9月 / 2015年7月〜2018年4月）土曜パーソナリティ
- 岩澤居待 happy-go-lucky（全国コミュニティ放送局）ゲスト、アシスタント